# CD Baby
CD Baby é uma distribuidora de música, é a maior distribuidora on-line de música independente do mundo. A empresa foi descrita como um "anti-rótulo" por Tracy Maddux. A CD Baby é o único agregador digital com status de parceiro preferencial com o Spotify e o Apple Music, e é o lar de mais de 650.000 artistas e 9 milhões de faixas disponibilizadas para mais de 100 serviços digitais e plataformas ao redor do globo.
Atualmente, a empresa opera em Portland, Oregon, Estados Unidos, com escritórios em Nova York e Londres. 